# Charles Guillemaut
Pour les articles homonymes, voir Guillemaut.
Charles Guillemaut est un général et homme politique français né le 18 septembre 1809 à Louhans (Saône-et-Loire) et décédé le 17 décembre 1886 à Paris 9e.

## Biographie
Il est le fils de Jean-Joseph-Philibert Guillemaut, docteur en médecine et d’Anne-Félicie de Mailly, le petit-fils d'Antoine de Mailly, présent à sa naissance. Il épouse Bernardine-Françoise-Claire Bouyn le 7 janvier 1845 à Paris 1er ancien. 
Entré à l'École polytechnique en 1828, il quitte l'armée avec le grade de général de brigade, dans le Génie. 
Il est député de Saône-et-Loire de 1871 à 1876, et sénateur de 1876 à 1886, inscrit au groupe de la Gauche républicaine. Il est conseiller général du canton de Beaurepaire de 1874 à 1886.
Il est l'oncle de Lucien Guillemaut, député et sénateur de Saône-et-Loire, le frère du docteur Eugène Guilleumaut, qui a été maire de Louhans sous l'Empire.
Il est inhumé au cimetière Montmartre, (11e division), avec son fils, l'avocat Eugène-François-Philibert Guillemaut (1846-1917), at autres membres de la famille.

## Sources
- « Charles Guillemaut », dans Adolphe Robert et Gaston Cougny, Dictionnaire des parlementaires français, Edgar Bourloton, 1889-1891 [détail de l’édition]
- « Biographie des députés: avec leurs principaux votes depuis le 8 février 1871 jusqu'au 15 juin 1875 ; Jules Clère ; 1875 », page 432.
- Dossier de la Légion d’honneur de Charles Guilleumaut, LH/1237/10